# Tarnica
A Tarnica a Besszádok legmagasabb lengyelországi pontja a maga 1346 méteres tengerszint feletti magasságával. A hegycsúcs mintegy 500 méterrel magasodik a lent elterülő Wołosatka-völgy fölé. A hegycsúcs könnyedén megkülönböztethető a szomszédos hegycsúcsoktól, mivel jellegzetes alakja van. 
A hegycsúcs két egymástól elkülönülő csúcsból áll, melyek alacsonyabb tagja 1339 méter magas. A hegycsúcs déli része egy meredek sziklaszirt, míg a többi oldal kevésbé meredeken emelkedő lejtőkből épül fel. 

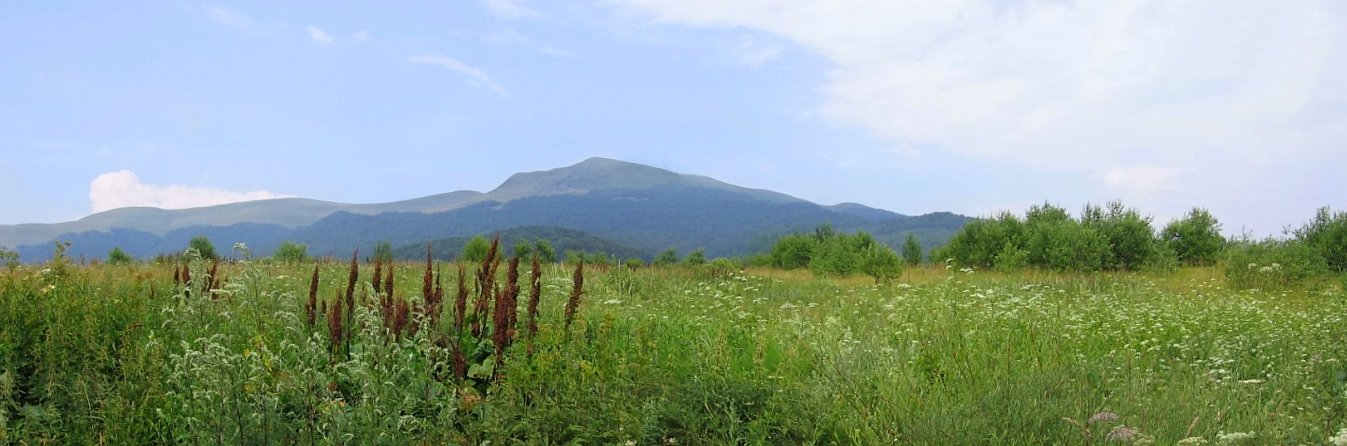
A Tarnica észak felől

A hegycsúcs az E8-as európai sétaút mentén, illetve a Prešov – Miháľov – Kurimka – Dukla – Iwonicz-Zdrój – Rymanów-Zdrój – Puławy – Tokarnia (778 m) – Kamień (717 m) – Komańcza – Cisna – Ustrzyki Górne – Tarnica – Wołosate útvonal mentén helyezkedik el. 

## Fordítás
Ez a szócikk részben vagy egészben  a   Tarnica című angol Wikipédia-szócikk ezen változatának fordításán alapul.  Az eredeti cikk szerkesztőit annak laptörténete sorolja fel. Ez a jelzés csupán a megfogalmazás eredetét és a szerzői jogokat jelzi, nem szolgál a cikkben szereplő információk forrásmegjelöléseként.